# Hase Seishū
Hase Seishū (馳 星周, né Toshihito Bantō (坂東齢人, Bantō Toshihito) le 18 février 1965) est un romancier japonais bien connu pour ses romans policiers yakuza.
Quelques-uns de ses romans ont été adaptés par le cinéma asiatique, tels que The City of Lost Souls et Fuyajo, en 2000 et 1998, respectivement.
Seishu a écrit les scénarios pour les jeux vidéo de Sega, Yakuza en 2005, et sa suite Yakuza 2 en 2006.

## Source de la traduction
- (en) Cet article est partiellement ou en totalité issu de l’article de Wikipédia en anglais intitulé « Hase Seishū » (voir la liste des auteurs).